# Eleutherodactylus iberia
Eleutherodactylus iberia är en groddjursart som beskrevs av Estrada och Hedges 1996. Eleutherodactylus iberia ingår i släktet Eleutherodactylus och familjen Eleutherodactylidae. IUCN kategoriserar arten globalt som akut hotad. Inga underarter finns listade i Catalogue of Life.